# زيتابايت
الزيتابايت ويرمز له بالرمز {\displaystyle ZB} وحدة قياس سعة تخزين ذاكرة حاسوبية. وهو كلمة تتكون من مقطعين:
- زيتا وتعني سيكتليون وهو ألف مليار مليار ويساوي 1000000000000000000000 (21 صفرا).
- وبايت، وحدة قياس سعة تخزين ذاكرة حاسوبية.

## سعة الزيتابايت
- علمياً : 1 زيتابايت = 1021 بايت = 1000000000000000000000 بايت = 1000 إكسابايت.
- ثنائياً : 1 زيتابايت = 270 بايت = 1,180,591,620,717,411,303,424 بايت = 1024 إكسابايت.[3]

## طالع كذلك
| - بت. - بايت. - كيلوبايت. | - ميغابايت. - جيغابايت. - تيرابايت. - بيتابايت. | - إكسابايت. - يوتابايت. |